# Roca de Senyús
La Roca de Senyús és una muntanya de 1.895 metres que es troba entre els municipis de Cabó i de Coll de Nargó, a la comarca de l'Alt Urgell.
Al cim s'hi troba un vèrtex geodèsic (referència 265086001).